# Hispanophonie
Hispanophonie ist die Bezeichnung für den spanischsprachigen Raum. Der Begriff wurde analog der Bezeichnung Frankophonie für den französischsprachigen Raum gebildet. Im Gegensatz zur Frankophonie ist die Hispanophonie kein politisches Konzept, sondern umfasst alle Sprecher des Spanischen.
Die Hispanophonie umfasst folgende Staaten und Gebiete:
| Die spanischsprachige Welt |
| Die spanischsprachige Welt |

Spanisch als Amtssprache (in Klammern Anzahl der Muttersprachler):
| - Äquatorialguinea (11.500) - Argentinien (39.000.000) - Bolivien (8.000.000) - Chile (15.500.000) - Costa Rica (3.700.000) - Dominikanische Republik (8.500.000) - Ecuador (10.500.000) - El Salvador (6.200.000) - Guatemala (7.500.000) - Honduras (5.800.000) - Kolumbien (44.000.000) | - Kuba (11.100.000) - Mexiko (104.000.000) - Nicaragua (5.000.000) - Panama (2.900.000) - Paraguay (4.000.000) - Peru (22.000.000) - Puerto Rico (3.900.000) - Spanien (43.000.000) - Uruguay (3.300.000) - Venezuela (24.000.000) - Vereinigte Staaten (regional, 40.800.000) |